# استاتبورگ (کارولینای جنوبی)
استاتبورگ(به انگلیسی: Stateburg) شهری در ایالت کارولینای جنوبی کشور ایالات متحده آمریکا است که جمعیت آن در سرشماری سال ۲۰۱۰ میلادی، ۱٬۳۸۰ نفر بوده‌است.